# Jean de Poltrot
Jean de Poltrot (c. 1537–1563), sieur de Méré ou Mérey, foi um nobre de Angoumois, que assassinou Francisco, Duque de Guise.
Ele tinha vivido algum tempo na Espanha, e seu conhecimento de espanhol, junto com sua tez morena, que lhe valeu o apelido de Espagnolet, obteve o emprego como espião nas guerras contra a Espanha.
Depois de ter sido convertido à causa huguenote, ele decidiu matar Francisco, Duque de Guise. Fingindo ser um desertor, ele ganhou admissão ao acampamento do exército católico que estava sitiando Orléans. Na noite de 18 de fevereiro de 1563, ele se escondeu ao lado de uma estrada ao longo da qual ele sabia que o Duque iria passar, dispararam uma pistola nele, e fugiram.
Foi capturado no dia seguinte, e na sequência de tortura e um julgamento, ele foi condenado a ser arrastado e esquartejado. A punição, realizada em 18 de março de 1563, foi fracassada, os cavalos não conseguiram rasgar seus membros, as espadas foram usadas para terminar o trabalho.
Durante a tortura, ele fez várias declarações contraditórias, alguns das quais envolviam o almirante Gaspar II de Coligny. Coligny protestou enfaticamente contra a acusação, mas, no entanto, o assassinato levou a uma vendetta entre Coligny e os filhos de Francisco, Henrique I de Guise e Luís II, o cardeal de Guise. Esta vingança não só prolongou as guerras de religião, mas contribuiu para a tentativa de assassinato de Coligny, durante as celebrações do casamento de Henrique de Navarra com Margarida de Valois, e, portanto, ao massacre do dia do São Bartolomeu.